# Episodi di Sceriffi delle stelle
| nº | Titolo originale                         | Titolo italiano                       | Prima TV USA      | Prima TV Italia |
| -- | ---------------------------------------- | ------------------------------------- | ----------------- | --------------- |
| 1  | Star Sheriff Round Up                    | Gli sceriffi delle stelle si uniscono | 14 settembre 1987 | 1987            |
| 2  | Cavalry Command                          | Il comando di cavalleria              | 15 settembre 1987 |                 |
| 3  | Jesse's Revenge                          | La vendetta di Jesse                  | 16 settembre 1987 |                 |
| 4  | Iguana Get To Know You                   | Grazie mille, Iguana                  | 17 settembre 1987 |                 |
| 5  | Little Hombre                            | Piccolo hombre                        | 18 settembre 1987 |                 |
| 6  | Greatest Show On The New Frontier        | Il circo a Nuova Frontiera            | 21 settembre 1987 |                 |
| 7  | Little Pardner                           | Un ragazzo in gamba                   | 22 settembre 1987 |                 |
| 8  | Brawlin' Is My Callin                    | L'impero di Maddox                    | 23 settembre 1987 |                 |
| 9  | Wild Horses Couldn't Drag Me Away        | La mandria cibernetica                | 24 settembre 1987 |                 |
| 10 | Castle Of The Mountain Haze              | Il castello del barone Von            | 25 settembre 1987 |                 |
| 11 | Oh Boy! Dinosaurs!                       | Dinosauri in pericolo                 | 28 settembre 1987 |                 |
| 12 | Four Leaf Clover                         | Il quadrifoglio                       | 29 settembre 1987 |                 |
| 13 | The Highlanders                          | La Scozia                             | 30 settembre 1987 |                 |
| 14 | What Did You Do On Your Summer Vacation? | Vacanze interrotte                    | 1 ottobre 1987    |                 |
| 15 | Jesse Blue                               | Jesse Blu                             | 2 ottobre 1987    |                 |
| 16 | Show Down At Cimarron Pass               | La resa dei conti a Cilmarron         | 5 ottobre 1987    |                 |
| 17 | The Saber And The Tomahawk               | La spada e il tomahawak               | 6 ottobre 1987    |                 |
| 18 | All That Glitters                        | Non è tutto oro quello che luccica    | 7 ottobre 1987    |                 |
| 19 | Sole Survivor                            | L'unica sopravvissuta                 | 8 ottobre 1987    |                 |
| 20 | Legend Of The Santa Fe Express           | La leggenda di Santa Fe               | 9 ottobre 1987    |                 |
| 21 | Snake Eyes                               | Serpente                              | 12 ottobre 1987   |                 |
| 22 | Famous Last Words                        | Le ultime parole famose               | 13 ottobre 1987   |                 |
| 23 | Sharpshooter                             | Tiratore scelto                       | 14 ottobre 1987   |                 |
| 24 | The Monarch Supreme                      | Il monarca supremo                    | 15 ottobre 1987   |                 |
| 25 | Gattler's Last Stand                     | La missione di Gattler                | 16 ottobre 1987   |                 |
| 26 | Dooley                                   | Un vecchio amico                      | 19 ottobre 1987   |                 |
| 27 | The Hole In The Wall Gang                | La diga in pericolo                   | 20 ottobre 1987   |                 |
| 28 | The All Galaxy Grand Prix                | Il gran premio delle galassie         | 21 ottobre 1987   |                 |
| 29 | Snow-Blind                               | Missione sulle nevi                   | 26 ottobre 1987   |                 |
| 30 | Tranquility                              | Tranquillità                          | 27 ottobre 1987   |                 |
| 31 | Bad Day At Dry Gulch                     | La spia                               | 28 ottobre 1987   |                 |
| 32 | Snowcone                                 | Snowcone                              | 2 novembre 1987   |                 |
| 33 | Sneaky Spies                             | L'impostore                           | 3 novembre 1987   |                 |
| 34 | Stampede                                 | Animali in pericolo                   | 4 novembre 1987   |                 |
| 35 | The Challenge (1)                        | La sfida (Prima parte)                | 9 novembre 1987   |                 |
| 36 | The Challenge (2)                        | La sfida (Seconda parte)              | 10 novembre 1987  |                 |
| 37 | Born on the Bayou                        | Le paludi del Bayou                   | 11 novembre 1987  |                 |
| 38 | April Rides                              | La trappola                           | 16 novembre 1987  |                 |
| 39 | The Walls Of Red Wing                    | Attacco alla prigione                 | 17 novembre 1987  |                 |
| 40 | Jesse's Girl                             | La ragazza di Jesse Blue              | 18 novembre 1987  |                 |
| 41 | The Amazing Lazardo                      | Il mago di Lazardo                    | 18 agosto 1988    |                 |
| 42 | I Forgot                                 | La bomba                              | 19 agosto 1988    |                 |
| 43 | Lend Me Your Ears                        | Evviva la verità                      | 22 agosto 1988    |                 |
| 44 | Born To Run                              | La fuga                               | 23 agosto 1988    |                 |
| 45 | The Legend Of The Lost World             | La leggenda del mondo perduto         | 24 agosto 1988    |                 |
| 46 | The Rescue                               | Il salvataggio                        | 25 agosto 1988    |                 |
| 47 | Eagle Has Landed                         | L'arrivo di Aquila                    | 26 agosto 1988    |                 |
| 48 | Cease Fire                               | Pace!                                 | 29 agosto 1988    |                 |
| 49 | Alamo Moon                               | La luna di Alamo                      | 30 agosto 1988    |                 |
| 50 | The Nth Degree                           | Il raggio ennesimo                    | 31 agosto 1988    |                 |
| 51 | Who is Nemesis?                          | Chi è Nemesis?                        | 1 settembre 1988  |                 |
| 52 | Happy Trails                             | Nuova Frontiera è salva               | 2 settembre 1988  |                 |